# Décès en 1193
Décès
- 1189
- 1190
- 1191
- 1192
- 1193
- 1194
- 1195
- 1196
- 1197

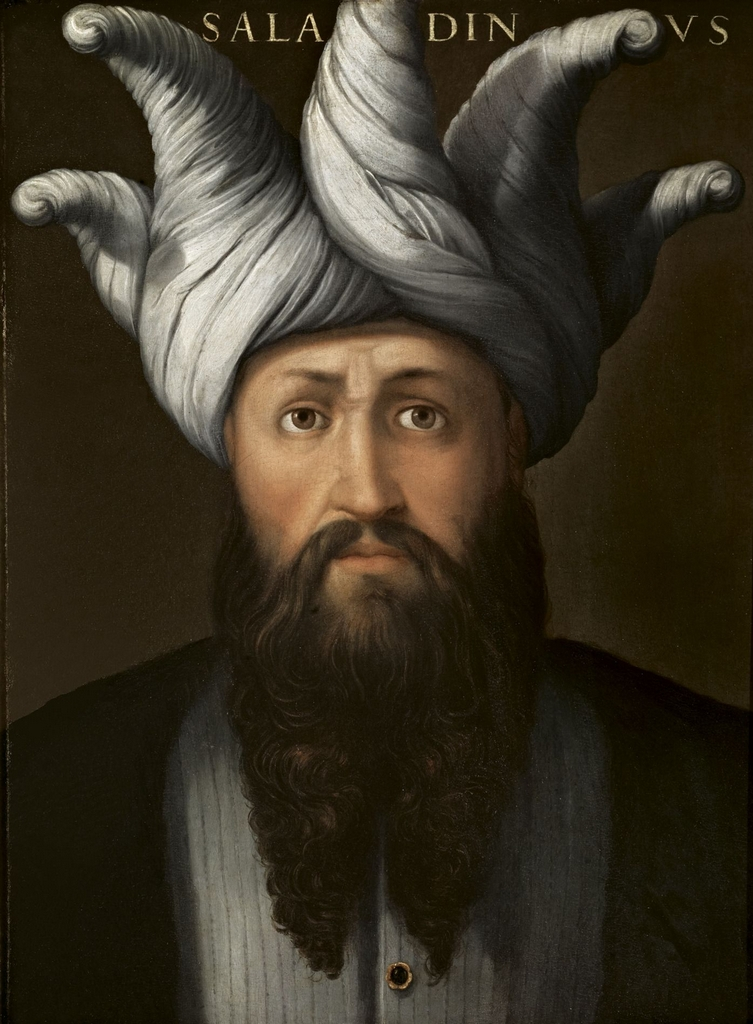
Saladin, mort en 1193.

Cette page dresse une liste de personnalités mortes au cours de l'année 1193 :
- 13 janvier : Gérard de Ridefort, 10e Grand Maître des Templiers.
- 4 mars : Saladin (Salah al-Din al-Ayyubi), sultan d'Égypte et de Syrie.
- 16 mai : Grégoire IV Tgha, catholicos de l'Église apostolique arménienne.
- 21 juillet : Matthieu d'Ajello, haut-personnage de la cour siculo-normande de Palerme.
- 2 août : Mieszko le Jeune, duc de Kalisz.
- 29 septembre : Benoît de Peterborough, chroniqueur anglais.
- 30 septembre : Robert IV de Sablé, baron du Maine et onzième maître de l'Ordre du Temple.
- 30 octobre : Burgondio de Pise, juriste et traducteur italien.
- 23 décembre : Thorlak, prêtre islandais, chanoine augustinien, et évêque de Skálholt.
- 24 décembre : Roger III de Sicile, prince normand du royaume de Sicile.

- Azzo V d'Este, 5e prince de la maison d’Este.
- Balian d'Ibelin[1], croisé influent du Royaume de Jérusalem, membre de la maison d'Ibelin.
- Bernard IV d'Armagnac, comte d'Armagnac et de Fezensac.
- Robert de Calagio, noble normand d'Italie.
- Düsum Khyenpa, lama de l'école karma-kagyu du bouddhisme tibétain, 1er de la lignée des karmapas et l'initiateur de la tradition des tulkous au Tibet.
- Fan Chengda, poète chinois.
- Izz ad-Din Mas'ud Ier, émir zengide de Mossoul.
- Manassès de Bar-sur-Seine, comte de Bar-sur-Seine, devenu évêque de Langres et qui participa à la troisième croisade.
- Minamoto no Noriyori, samouraï et général japonais.
- Zhang Yudrakpa Tsöndru Drakpa, fondateur de l'école Tshalpa Kagyu, une branche Kagyu du bouddhisme tibétain.

date incertaine (vers 1193)
- Isaac Ben Abba Mari, savant talmudiste et codifieur juif provençal.

## Crédit d'auteurs
- Cet article est partiellement ou en totalité issu de l'article intitulé « 1193 » (voir la liste des auteurs).